# Monolepta
Monolepta es un género de  coleópteros de la familia Chrysomelidae con más de 700 especies. Posiblemente es parafilético. El género fue descrito  en 1837 por Chevrolat.

## Especies
El género incluye las siguientes especies:
- Monolepta acutangula Julius Weise, 1903
- Monolepta advena Weise, 1909
- Monolepta aeneipennis Weise, 1903
- Monolepta aethiops Medvedev, 2005
- Monolepta afghana Lopatin, 1963
- Monolepta agalonemae Gressitt & Kimoto, 1963
- Monolepta aguessi Selman, 1963
- Monolepta albidipennis Weise, 1913
- Monolepta albiventris Allard, 1888
- Monolepta albomaculata Maulik, 1936
- Monolepta allardi Weise, 1915
- Monolepta alluaudi Laboissiere, 1920
- Monolepta alternata Chapuis, 1879
- Monolepta alutacea Weise, 1915
- Monolepta alwineae Wagner, 2002
- Monolepta amiana Chujo, 1962
- Monolepta anaimalaiensis Takizawa, 1986
- Monolepta analis Weise, 1915
- Monolepta anatolica Bezdek, 1998
- Monolepta andrewesi Jacoby, 1896
- Monolepta andrewesiana Maulik, 1936
- Monolepta anixa Weise, 1909
- Monolepta annelieseae Wagner, 2003
- Monolepta annulicornis Jacoby, 1906
- Monolepta apicalis Sahlberg, 1823
- Monolepta apicaloides Wagner, 2003
- Monolepta apicicornis Thomson, 1858
- Monolepta apicipennis Kimoto, 1989
- Monolepta apiciventris Laboissiere, 1931
- Monolepta arabica Medvedev, 1996
- Monolepta arenaria Weise, 1914
- Monolepta armatipennis Medvedev, 2005
- Monolepta arundunariae Gressitt & Kimoto, 1963
- Monolepta arvensis Bryant, 1957
- Monolepta asahinai Chujo, 1962
- Monolepta assamensis Jacoby, 1898
- Monolepta atosuji Kimoto, 2004
- Monolepta atricornis Jacoby, 1906
- Monolepta atrimarginata Kimoto, 1989
- Monolepta atripennis Laboissiere, 1931
- Monolepta azlani Mohamedsaid, 1998
- Monolepta azumai Kimoto, 1989
- Monolepta babai Kimoto, 1996
- Monolepta bagamanica Medvedev, 1979
- Monolepta baikiaeae Laboissiere, 1940
- Monolepta bakeri Medvedev, 2005
- Monolepta banmethuotica Kimoto, 1989
- Monolepta barombiensis Jacoby, 1903
- Monolepta basalis Harold, 1880
- Monolepta basicincta Weise, 1915
- Monolepta basilana Medvedev, 2005
- Monolepta beeneni Medvedev, 2005
- Monolepta beiraensis Jacoby, 1906
- Monolepta bengalensis Weise, 1921
- Monolepta berouensis Selman, 1963
- Monolepta bicoloripes Jacoby, 1904
- Monolepta bicostata Weise, 1907
- Monolepta bifasciata Hornstedt, 1788
- Monolepta bifossulata Laboissiere, 1940
- Monolepta bifrons Laboissiere, 1923
- Monolepta biimpressa Medvedev, 2005
- Monolepta bimaculata Hornstedt, 1788
- Monolepta bimaculicollis Jacoby, 1904
- Monolepta binotata Takizawa, 1986
- Monolepta bioculata Fabricius, 1781
- Monolepta bipustulata Medvedev, 2005
- Monolepta birmanensis Jacoby, 1892
- Monolepta boholensis Medvedev, 2005
- Monolepta bolmi Medvedev, 2005
- Monolepta borneensis Mohamedsaid, 1993
- Monolepta bouvieri Laboissiere, 1920
- Monolepta braeti Duvivier, 1892
- Monolepta brancuccii Medvedev, 2005
- Monolepta braunsi Jacoby, 1903
- Monolepta brittoni Gressitt & Kimoto, 1963
- Monolepta budongoensis Wagner, 2002
- Monolepta buraensis Laboissiere, 1920
- Monolepta burgeoni Laboissiere, 1940
- Monolepta camerunensis Jacoby, 1906
- Monolepta cantik Mohamedsaid, 2000
- Monolepta capensis Baly, 1889
- Monolepta capicola Weise, 1915
- Monolepta capitata Chen, 1963
- Monolepta cardoni Jacoby, 1900
- Monolepta carinicollis Medvedev, 2002
- Monolepta castaneipennis Laboissiere, 1940
- Monolepta castanoptera Weise, 1924
- Monolepta cava Aslam, 1968
- Monolepta cavidorsis Fairmaire, 1893
- Monolepta cavifrons Thomson, 1858
- Monolepta cavipennis Baly, 1878
- Monolepta cavipennis Baly, 1878
- Monolepta centromaculata Jacoby, 1900
- Monolepta ceylonica Harold, 1880
- Monolepta chapuisioides Laboissiere, 1940
- Monolepta chinkinyui Kimoto, 1996
- Monolepta chiron Wilcox, 1903
- Monolepta chujoi Nakane & Kimoto, 1961
- Monolepta circumdata Laboissiere, 1931
- Monolepta citrinella Jacoby, 1899
- Monolepta clarae Wagner, 2000
- Monolepta clasnaumanni Wagner, 2001
- Monolepta clathrata Laboissiere, 1920
- Monolepta clienta Weise, 1907
- Monolepta clypeata Jacoby, 1889
- Monolepta coerulea Jacoby, 1903
- Monolepta collaris Medvedev, 2005
- Monolepta comma Medvedev, 2000
- Monolepta comoeensis Wagner, 2000
- Monolepta conformis Weise, 1922
- Monolepta congener Jacoby, 1906
- Monolepta congoensis Wagner, 2002
- Monolepta conradti Jacoby, 1899
- Monolepta consociata Laboissiere, 1920
- Monolepta constantini Wagner, 2000
- Monolepta contaminata Weise, 1914
- Monolepta cruciata Guerin, 1849
- Monolepta cumingii Baly, 1888
- Monolepta dalatica Kimoto, 1989
- Monolepta dalmani Jacoby, 1899
- Monolepta danumica Mohamedsaid, 1993
- Monolepta decellei Wagner, 2002
- Monolepta decemmaculata Jacoby, 1886
- Monolepta decolora Medvedev, 2005
- Monolepta decorata Medvedev, 2005
- Monolepta dehradunensis Takizawa, 1986
- Monolepta deleta Weise, 1903
- Monolepta desertorum Weise, 1914
- Monolepta dichroa Harold, 1877
- Monolepta didyma Gerstaecker, 1871
- Monolepta discalis Gressitt & Kimoto, 1963
- Monolepta discoidea Gerstaecker, 1855
- Monolepta dividua Weise, 1922
- Monolepta duodecimmaculata Jacoby, 1889
- Monolepta duplicata Sahlberg, 1829
- Monolepta eburnea Laboissiere, 1920
- Monolepta elegans Allard, 1883
- Monolepta elgae Medvedev, 2005
- Monolepta entimauensis Mohamedsaid, 1998
- Monolepta eoa Ogloblin, 1936
- Monolepta ephippiata Gerstaecker, 1871
- Monolepta ephippiatoides Wagner, 2001
- Monolepta epipleuralis Medvedev, 2005
- Monolepta epistomalis Laboissiere, 1935
- Monolepta erratica Jacoby, 1900
- Monolepta erythrocephala Baly, 1878
- Monolepta erythromelas Weise, 1922
- Monolepta estcourtiana Jacoby, 1899
- Monolepta euchroma Fairmaire, 1883
- Monolepta eunicia Maulik, 1936
- Monolepta exigua Kimoto, 1989
- Monolepta famularis Weise, 1904
- Monolepta fasciaticollis Laboissiere, 1940
- Monolepta feae Jacoby, 1889
- Monolepta femoralis Laboissiere, 1940
- Monolepta femorata Jacoby, 1895
- Monolepta fissicollis Laboissiere, 1931
- Monolepta flaveola Gerstaecker, 1855
- Monolepta flavescens Medvedev, 2005
- Monolepta flavicollis Gyllenhal?, 1925
- Monolepta flavicornis Jacoby, 1887
- Monolepta flavilabris Weise, 1903
- Monolepta flavipes Laboissiere, 1939
- Monolepta flaviventris Jacoby, 1903
- Monolepta flavofasciata Jacoby, 1889
- Monolepta flavopilosus Jacoby, 1894
- Monolepta flavovittata Chen, 1942
- Monolepta foveicollis Baly, 1888
- Monolepta foveipennis Medvedev, 2005
- Monolepta foveopyga Medvedev, 2005
- Monolepta fulvescens Medvedev, 2005
- Monolepta fulvicollis Jacoby, 1885
- Monolepta fulvofasciata Laboissiere, 1931
- Monolepta fulvonigra Medvedev, 2005
- Monolepta fulvosignata Jacoby, 1894
- Monolepta fulvovittata Medvedev, 2005
- Monolepta fuscipennis Jacoby, 1896
- Monolepta fyanica Kimoto, 1989
- Monolepta gantokensis Kimoto, 2004
- Monolepta garambaensis Wagner, 2000
- Monolepta gerstaeckeri Wagner, 2001
- Monolepta gestroi Jacoby, 1924
- Monolepta gigantea Jacoby, 1897
- Monolepta gisionica Kimoto, 1989
- Monolepta gobensis Laboissiere, 1940
- Monolepta godavariensis Takizawa, 1988
- Monolepta goldingi Bryant, 1933
- Monolepta gossypii Bryant, 1938
- Monolepta gossypiperda Bryant, 1948
- Monolepta gotoi Takizawa, 1986
- Monolepta gylenstolpei Weise, 1924
- Monolepta haemorrhoidalis Fabricius, 1801
- Monolepta hamidehae Wagner, 2003
- Monolepta haroldi Chapuis, 1879
- Monolepta hartmanni Wagner, 2000
- Monolepta heinrichi Wagner, 2002
- Monolepta hieroglyphica Motschulsky, 1858
- Monolepta himalayaensis Kimoto, 1970
- Monolepta hiurai Kimoto, 1965
- Monolepta hlavaci Bezděk, 2012
- Monolepta homonoiae Medvedev, 1999
- Monolepta hongkongense Kimoto, 1967
- Monolepta horni Chujo, 1938
- Monolepta huamboensis Laboissiere, 1939
- Monolepta humeralis Weber, 1801
- Monolepta hupehensis Gressitt & Kimoto, 1963
- Monolepta impressicollis Medvedev & Sprecher-Uebersax, 1998
- Monolepta impressipennis Ogloblin, 1936
- Monolepta impressipyga Medvedev, 2005
- Monolepta indica Jacoby, 1896
- Monolepta indicola Takizawa, 1986
- Monolepta indochinensis Medvedev, 1999
- Monolepta insignis Weise, 1903
- Monolepta intermedia Ritsema, 1875
- Monolepta irpa Mohamedsaid, 2000
- Monolepta ivorensis Wagner, 2001
- Monolepta jacksoni Bryant, 1953
- Monolepta jeanneli Laboissiere, 1920
- Monolepta joliveti Medvedev, 2005
- Monolepta kabakovi Medvedev, 1985
- Monolepta kabakovi Medvedev, 2005
- Monolepta kanarensis Jacoby, 1896
- Monolepta kandasamyi Takizawa, 1986
- Monolepta keniensis Bryant, 1953
- Monolepta kenit Mohamedsaid, 2000
- Monolepta kerangas Mohamedsaid, 1998
- Monolepta khasiensis Weise, 1916
- Monolepta kimotoi Medvedev, 2005
- Monolepta kirschi Jacoby, 1899
- Monolepta kivuensis Laboissiere, 1929
- Monolepta kiwuensis Weise, 1924
- Monolepta kmenti Bezděk, 2012
- Monolepta kraatzi Jacoby, 1899
- Monolepta kurilensis Medvedev, 1966
- Monolepta kuroheri Kimoto, 1966
- Monolepta kurosawai Chujo & Ohno, 1961
- Monolepta kwaiensis Weise, 1903
- Monolepta kwangtunga Gressitt & Kimoto, 1963
- Monolepta labiata Jacoby, 1900
- Monolepta labiatella Kimoto, 2004
- Monolepta laboissierei Wagner, 2001
- Monolepta labrata Medvedev, 2005
- Monolepta laeta Weise, 1927
- Monolepta lambirica Mohamedsaid, 1993
- Monolepta langbianica Kimoto, 1989
- Monolepta laosensis Kimoto, 1989
- Monolepta laterimarginata Medvedev, 1999
- Monolepta lauta Gressitt & Kimoto, 1963
- Monolepta laysi Medvedev, 2002
- Monolepta leakeyi Bryant, 1953
- Monolepta leechi Jacoby, 1963
- Monolepta lepida Reiche, 1858
- Monolepta lesagei Takizawa, 1988
- Monolepta lesnei Laboissiere, 1931
- Monolepta leuce Weise, 1903
- Monolepta limbangica Mohamedsaid, 1993
- Monolepta limbata Olivier, 1808
- Monolepta litura Weise, 1915
- Monolepta liui Gressitt & Kimoto, 1963
- Monolepta livingstoni Jacoby, 1900
- Monolepta longicornis Jacoby, 1890
- Monolepta longitarsis Jacoby, 1896
- Monolepta longiuscla Chapuis, 1879
- Monolepta ludicra Weise, 1906
- Monolepta lunata Gressitt & Kimoto, 1963
- Monolepta luperoides Laboissiere, 1939
- Monolepta lusingensis Laboissiere, 1920
- Monolepta luzonica Medvedev, 2005
- Monolepta maana Gressitt & Kimoto, 1963
- Monolepta maculicollis Motschulsky, 1858
- Monolepta maculosa Allard, 1890
- Monolepta mafrasensis Wilcox, 1904
- Monolepta magnanigra Wagner, 2003
- Monolepta majeri Medvedev, 2005
- Monolepta malaysiana Mohamedsaid, 1993
- Monolepta malvernensis Jacoby, 1924
- Monolepta mandibularis Chujo, 1962
- Monolepta maramagi Medvedev, 2005
- Monolepta marangana Laboissiere, 1920
- Monolepta marginalis Medvedev, 2005
- Monolepta marginella Weise, 1903
- Monolepta marginethoracica Laboissiere, 1940
- Monolepta marginipennis Jacoby, 1892
- Monolepta martensi Medvedev, 1992
- Monolepta martini Medvedev, 2005
- Monolepta mashuana Jacoby, 1895
- Monolepta melancholica Jacoby, 1886
- Monolepta melanocta Laboissiere, 1931
- Monolepta melanogaster Wiedemann, 1823
- Monolepta mendica Weise, 1909
- Monolepta merah Mohamedsaid, 1993
- Monolepta meridionalis Gressitt & Kimoto, 1963
- Monolepta merkli Medvedev, 1997
- Monolepta mertensi Laboissiere, 1940
- Monolepta meruensis Weise, 1909
- Monolepta metallescens Medvedev, 2005
- Monolepta michaelseni Weise, 1914
- Monolepta miltinoptera Weise, 1909
- Monolepta mindanaica Medvedev, 2005
- Monolepta minor Chujo, 1938
- Monolepta misella Weise, 1914
- Monolepta miyamotoi Kimoto, 1965
- Monolepta miyatakei Kimoto, 1989
- Monolepta mnutissima Chen, 1942
- Monolepta moliroensis Jacoby, 1900
- Monolepta moluquensis Allard, 1924
- Monolepta montana Bryant, 1953
- Monolepta monticola Weise, 1915
- Monolepta mordelloides Chen, 1942
- Monolepta mpangae Wagner, 2000
- Monolepta multinotata Medvedev, 2005
- Monolepta multipunctata Jacoby, 1896
- Monolepta multistriata Bryant, 1958
- Monolepta munroi Bryant, 1931
- Monolepta murphyi Mohamedsaid, 2002
- Monolepta mustaphai Mohamedsaid, 1997
- Monolepta nakanei Kimoto, 1969
- Monolepta nantouensis Kimoto, 1996
- Monolepta napolovi Lopatin, 2003
- Monolepta nathani Takizawa & Kimoto, 1990
- Monolepta naumanni Wagner, 2005
- Monolepta neghellia Laboissiere, 1938
- Monolepta nepalensis Kimoto, 1970
- Monolepta niger Allard, 1889
- Monolepta nigeriae Bryant, 1940
- Monolepta nigricapitis Medvedev, 2005
- Monolepta nigrilabris Jacoby, 1903
- Monolepta nigrimana Jacoby, 1904
- Monolepta nigripes Olivier, 1808
- Monolepta nigristerna Medvedev, 2005
- Monolepta nigriventris Bryant, 1953
- Monolepta nigrocincta Jacoby, 1900
- Monolepta nigrocruciata Laboissiere, 1940
- Monolepta nigrofulva Laboissiere, 1939
- Monolepta nigropicta Laboissiere, 1938
- Monolepta nigrorubra Laboissiere, 1940
- Monolepta nigrosinuata Pic, 1921
- Monolepta nigrotibialis Jacoby, 1899
- Monolepta nodieri Laboissiere, 1919
- Monolepta nojiriensis Nakane, 1963
- Monolepta notaticollis Medvedev, 2005
- Monolepta notha Weise, 1927
- Monolepta obesa Jacoby, 1894
- Monolepta obscuricollis Medvedev, 2005
- Monolepta obscuricornis Medvedev, 2005
- Monolepta obscuripennis Medvedev, 2005
- Monolepta occifluvis Gressitt & Kimoto, 1963
- Monolepta octomaculata Jacoby, 1895
- Monolepta ogloblini Papp, 1946
- Monolepta oneili Jacoby, 1900
- Monolepta oryzae Bryant, 1948
- Monolepta ovatula Chen, 1942
- Monolepta pagi Mohamedsaid, 2001
- Monolepta pallidula Baly, 1874
- Monolepta pallidulella Kimoto, 1989
- Monolepta palliparva Gressitt & Kimoto, 1963
- Monolepta pallipes Bryant, 1953
- Monolepta panicea Bryant, 1948
- Monolepta parallela Medvedev, 2005
- Monolepta parenthetica Gressitt & Kimoto, 1963
- Monolepta partita Weise, 1916
- Monolepta parva Mohamedsaid, 2001
- Monolepta parvezi Aslam, 1968
- Monolepta parvicollis Jacoby, 1906
- Monolepta pauli Weise, 1903
- Monolepta pauperata Erichson, 1843
- Monolepta peleae Wagner, 2003
- Monolepta pimenteli Laboissiere, 1939
- Monolepta podagrica Laboissiere, 1931
- Monolepta pokharensis Kimoto, 1982
- Monolepta poriensis Laboissiere, 1920
- Monolepta posthumeralis Medvedev, 2005
- Monolepta postrema Chapuis, 1879
- Monolepta proxima Medvedev, 2005
- Monolepta pruni Bryant, 1937
- Monolepta pseudornata Kimoto, 1989
- Monolepta pseudosignata Kimoto, 1989
- Monolepta pulicaria Medvedev, 2005
- Monolepta punctata Laboissiere, 1931
- Monolepta puncticeps Chapuis, 1879
- Monolepta punctipennis Jacoby, 1903
- Monolepta putri Mohamedsaid, 2001
- Monolepta quadriguttata Motschulsky, 1860
- Monolepta quadrinotata Kimoto, 1989
- Monolepta quadripunctata Fabricius, 1801
- Monolepta quadrizonata Laboissiere, 1940
- Monolepta quatei Kimoto, 1989
- Monolepta quinquepunctata Laboissiere, 1940
- Monolepta raychaudhurii Takizawa, 1986
- Monolepta richardi Wagner, 2003
- Monolepta ronbeeneni Wagner, 2005
- Monolepta rondoni Kimoto, 1989
- Monolepta roseofulva Medvedev, 2005
- Monolepta rosinae Medvedev, 2005
- Monolepta rostrata Laboissiere, 1920
- Monolepta rubra Gyllenhal, 1808
- Monolepta rubricosa Gerstaecker, 1871
- Monolepta rubrobasalis Kimoto, 1989
- Monolepta rubrofulva Medvedev, 2005
- Monolepta rubrooranata Bryant, 1953
- Monolepta rudipennis Laboissiere, 1931
- Monolepta rufa Takizawa, 1988
- Monolepta rufofulva Chujo, 1938
- Monolepta rufominuta Takizawa, 1986
- Monolepta rugifrons Laboissiere, 1920
- Monolepta rugosa Mohamedsaid, 1998
- Monolepta rugosipennis Medvedev, 2005
- Monolepta ruthae Wagner, 2003
- Monolepta ruwensorica Bryant, 1952
- Monolepta sakishimanum Kimoto & Gressitt, 1966
- Monolepta salisburiensis Jacoby, 1899
- Monolepta sargaonica Medvedev, 2005
- Monolepta sasajii Kimoto, 1969
- Monolepta satoi Kimoto, 1983
- Monolepta satoi Medvedev, 1997
- Monolepta saudica Medvedev, 1996
- Monolepta sauteri Chujo, 1935
- Monolepta schawalleri Medvedev, 1990
- Monolepta schereri Gressitt & Kimoto, 1963
- Monolepta schultzei Medvedev, 2005
- Monolepta sculpticollis Medvedev, 2005
- Monolepta scutellaris Kimoto, 1989
- Monolepta selmani Gressitt & Kimoto, 1963
- Monolepta semenovi Ogloblin, 1936
- Monolepta semiapicalis Kimoto, 1989
- Monolepta semicincta Sahlberg, 1829
- Monolepta semicostata Kimoto, 1989
- Monolepta semifovea Mohamedsaid, 1993
- Monolepta semihumeralis Kimoto, 1989
- Monolepta semiluperina Kimoto, 1989
- Monolepta seminigra Bryant, 1953
- Monolepta senegalensis Bryant, 1948
- Monolepta sexlineata Chujo, 1938
- Monolepta sexplagiata Laboissiere, 1940
- Monolepta sexpunctata Medvedev, 2005
- Monolepta shaowuensis Gressitt & Kimoto, 1963
- Monolepta sharonae Wagner, 2005
- Monolepta shirozui Kimoto, 1965
- Monolepta signata Olivier, 1808
- Monolepta sjoestedti Weise, 1909
- Monolepta sonsoensis Wagner, 2001
- Monolepta sordidula Chapuis, 1879
- Monolepta spenceri Kimoto, 1989
- Monolepta sprecherae Medvedev, 2005
- Monolepta staudingeri Medvedev, 2005
- Monolepta sternalis Weise, 1909
- Monolepta striatipennis Jacoby, 1900
- Monolepta striola Laboissiere, 1920
- Monolepta subfasciata Kimoto, 1989
- Monolepta subflavipennis Kimoto, 1989
- Monolepta subimpressa Medvedev, 2000
- Monolepta sublata Gressitt & Kimoto, 1963
- Monolepta subrubra Chen, 1942
- Monolepta subseriata Weise, 1887
- Monolepta suchomeli Bezděk, 2012
- Monolepta sudanica Weise, 1924
- Monolepta sulcata Laboissiere, 1940
- Monolepta sulcicollis Laboissiere, 1922
- Monolepta surkheta Medvedev, 2000
- Monolepta suturata Medvedev, 2005
- Monolepta tabida Weise, 1908
- Monolepta takizawai Kimoto, 1996
- Monolepta tarsata Medvedev, 2005
- Monolepta tasadayca Medvedev, 2005
- Monolepta tatemizo Kimoto, 2004
- Monolepta tenebrosa Medvedev, 2005
- Monolepta tenunicornis Jacoby, 1899
- Monolepta terminalis Weise, 1923
- Monolepta terminata Guerin, 1830
- Monolepta tessmanni Wagner, 2002
- Monolepta testacea Weise, 1903
- Monolepta thailandica Kimoto, 1989
- Monolepta thomsoni Allard, 1888
- Monolepta throbromae Bryant, 1948
- Monolepta tibowensis Mohamedsaid, 2000
- Monolepta tiomanensis Mohamedsaid, 1999
- Monolepta togoensis Laboissiere, 1931
- Monolepta trangica Kimoto, 1989
- Monolepta tristis Weise, 1914
- Monolepta trivialis Gerstaecker, 1855
- Monolepta trochanterina Mohamedsaid, 1997
- Monolepta tropica Weise, 1915
- Monolepta tsushimanum Kimoto, 1965
- Monolepta tuberculata Medvedev, 2005
- Monolepta turneri Bryant, 1953
- Monolepta ugandaensis Laboissiere, 1920
- Monolepta umbilicata Laboissiere, 1920
- Monolepta umbrobasalis Laboissiere, 1940
- Monolepta undulatovittata Motschulsky, 1866
- Monolepta upembaensis Wagner, 2000
- Monolepta ursulae Wagner, 2003
- Monolepta usambarica Weise, 1903
- Monolepta vicina Gahan, 1909
- Monolepta vietnamica Kimoto, 1989
- Monolepta vilis Weise, 1924
- Monolepta vincta Gerstaecker, 1871
- Monolepta vinosa Gerstaecker, 1871
- Monolepta violaceipennis Jacoby, 1906
- Monolepta virescens Medvedev, 2005
- Monolepta vivida Weise, 1909
- Monolepta vulgatissima Medvedev, 2005
- Monolepta wagneri Medvedev, 2005
- Monolepta wallacei Baly, 1888
- Monolepta wangkliana Mohamedsaid, 2005
- Monolepta wanjae Wagner, 2003
- Monolepta weisei Medvedev, 2005
- Monolepta wilcoxi Gressitt & Kimoto, 1965
- Monolepta wilsoni Kimoto, 1989
- Monolepta wittei Laboissiere, 1940
- Monolepta xanthodera Chen, 1942
- Monolepta yama Gressitt & Kimoto, 1965
- Monolepta yaosanica Chen, 1942
- Monolepta yasumatsui Kimoto, 1969
- Monolepta yunnanica Gressitt & Kimoto, 1963
- Monolepta zambesiana Jacoby, 1906
- Monolepta zeae Laboissiere, 1939
- Monolepta zonalis Gressitt & Kimoto, 1963